# V-газы
V-га́зы (фосфорилтиохоли́ны, V-агенты) (от victory с англ. — «победа» ) VE, VG, VM, VX, VP, VS, VR и EA-3148 — группа веществ, разработанных в Великобритании в 50-х годах XX века и представляющих собой фосфорилированные аналоги ацетилхолина. При нормальных условиях — малолетучие жидкости с высокой температурой кипения, поэтому стойкость их в несколько раз выше, чем стойкость зарина. Первоначально разрабатывались как инсекциды, но из-за выявленной высокой токсичности не нашли применения в данной области, но получили развитие в качестве военных отравляющих веществ. 
V-газы в десятки раз токсичнее других ОВ нервно-паралитического действия. Как и фторфосфонаты (зарин, его аналоги и производные), способны взаимодействовать с активными центрами ацетилхолинэстеразы вместо нейромедиатора ацетилхолина и необратимо их ингибировать.
Отличаются высокой эффективностью при попадании в организм через кожные покровы. Так, для самого известного из серии V-агентов — VX — среднесмертельная концентрация при действии через органы дыхания составляет 0,01 мг·мин/л (период скрытого действия 5—10 минут), среднесмертельная доза при резорбции через кожу — 0,1 мг/кг.